# قائمة الأفلام المصرية سنة 1970
هذه قائمة بالأفلام المصرية لسنة 1970 مرتبة أبجديا

## 1970
- الأرض
- الحب الضائع
- الاختيار
- السراب
- المراية
- أنا وزوجتي والسكرتيرة
- برج العذراء
- عين الحياة
- حرامي الورقة
- شقة مفروشة
- غروب وشروق
- نحن لا نزرع الشوك
- امرأة زوجي
- دلال المصرية